# Ankona

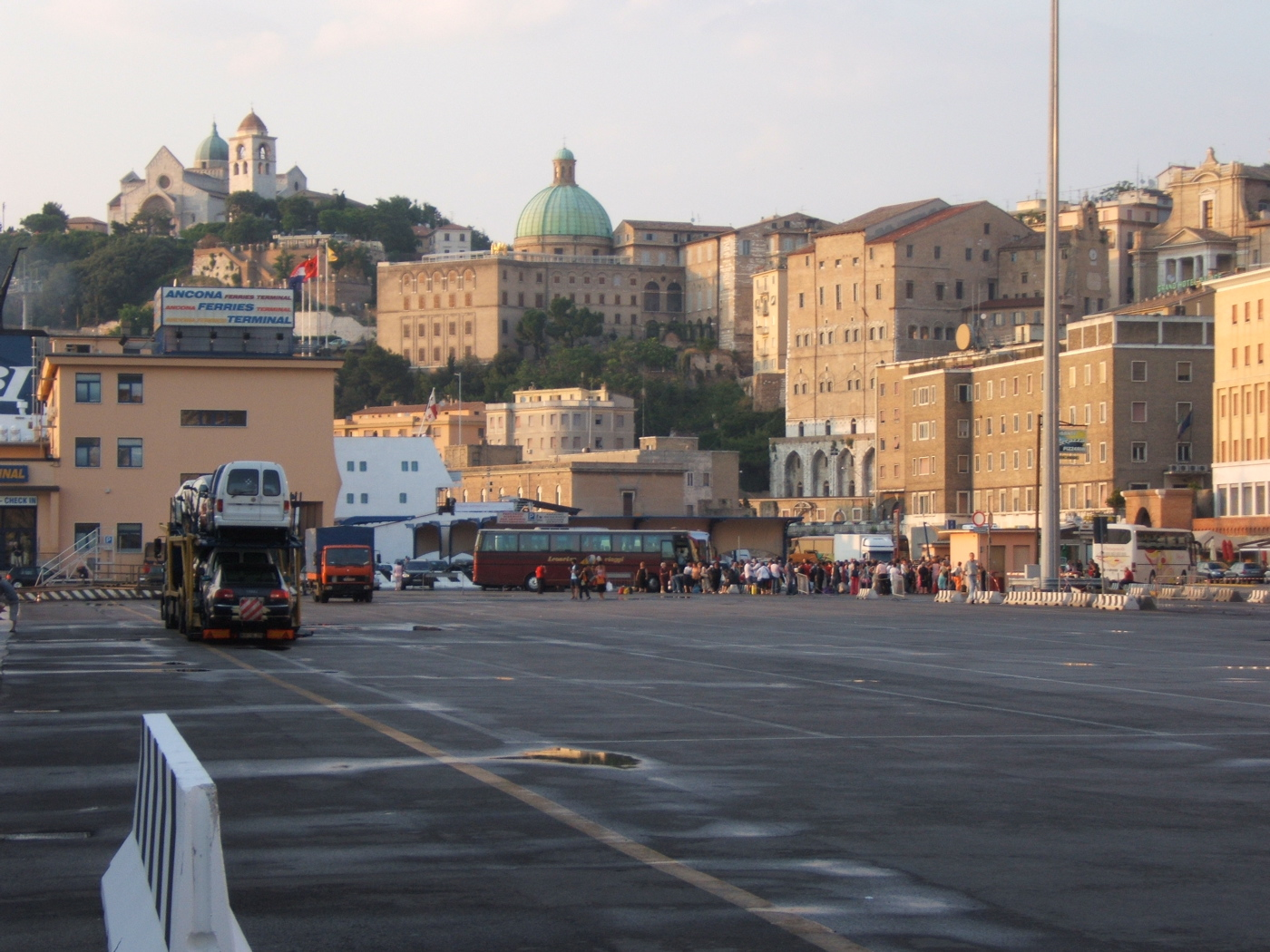
Ankona

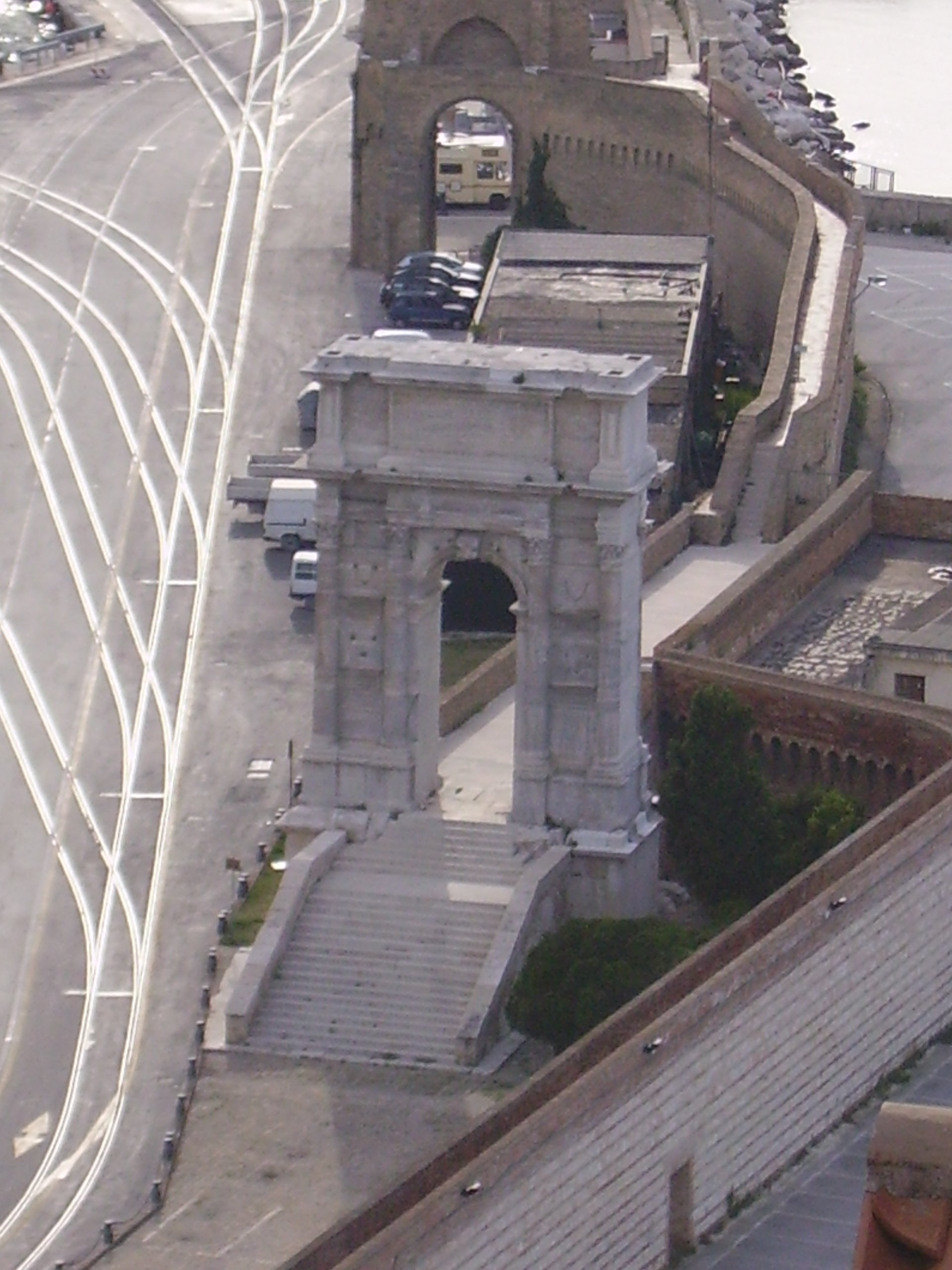
Łuk triumfalny Trajana w Ankonie

Ankonaⓘ (wł. Anconaⓘ) – miasto i gmina w środkowych Włoszech nad Morzem Adriatyckim. Nazwa wywodzi się od greckiego słowa ankon oznaczającego łokieć, ze względu na kształt cypla, na którym stoi miasto. Jest stolicą prowincji o tej samej nazwie i regionu Marche. Miasto położone jest amfiteatralnie na nadmorskich wzgórzach (m.in. Monte Conero 572 m n.p.m.), 180 km na wsch. od Florencji.

## Dane ogólne
Ankona jest ważnym portem wojennym i handlowym, mającym także połączenia promowe z Chorwacją i Grecją. Ośrodek przemysłowy (stocznia), handlowy (targi rybne), turystyczny, kulturalny (muzea) i naukowy (uniwersytet).
W mieście działa klub piłki nożnej US Ancona 1905, założony w 1905 roku.

## Historia
Miasto założone w IV wieku p.n.e. jako kolonia grecka, później we władaniu Rzymu. Było jednym z miast adriatyckiego Pentapolis. Od połowy V wieku biskupstwo, w V–VI wieku pod panowaniem Ostrogotów, a w VI–VIII wieku – Bizancjum. Od końca VIII w. Ankona była uzależniona od papiestwa. W 1552 włączona do Państwa Kościelnego.
W 1532 włączona do Państwa Kościelnego. W 1860 roku stało się częścią Królestwa Włoch.
Bitwa o Ankonę stoczona została przez wojska alianckie w trakcie walk nad Adriatykiem w 1944, a miasto zdobyte 18 lipca 1944 przez 2 Korpus Polski (zajęcie portu zaopatrzeniowego ułatwiło sprzymierzonym przełamanie linii Gotów), bez ostrzału artyleryjskiego w obawie, że pociski mogą spowodować straty wśród ludności cywilnej. Ten moralny aspekt działań żołnierzy 2 Korpusu Polskiego pod dowództwem generała Władysława Andersa zyskał uznanie wśród mieszkańców oraz dowództwa wojsk alianckich.

## Zabytki
W Ankonie znajduje się wzniesiony w II wieku łuk triumfalny cesarza Trajana.
Na wzgórzu Monte Guasco znajduje się romańsko-bizantyjska katedra (XI–XIII w., z fragmentami starożytnymi i wczesnochrześcijańskimi). Katedra została konsekrowana w 1128, a ukończona w 1189.
Inne zabytki to:
- kościół Santa Maria della Piazza (XI–XIII w.) z pozostałościami wcześniejszej budowli (m.in. mozaiki z V i VI w.)
- Loggia dei Mercanti z XV w.
- pięcioboczny fort Mole Vanvitelliana wzniesiony w XVIII w.
- pałace z XIII–XVI w.

W 1972 roku Ankona została zniszczona przez trzęsienie ziemi.

## Miasta partnerskie
- Słowenia: Ribnica
- Chorwacja: Split
- Rumunia: Gałacz

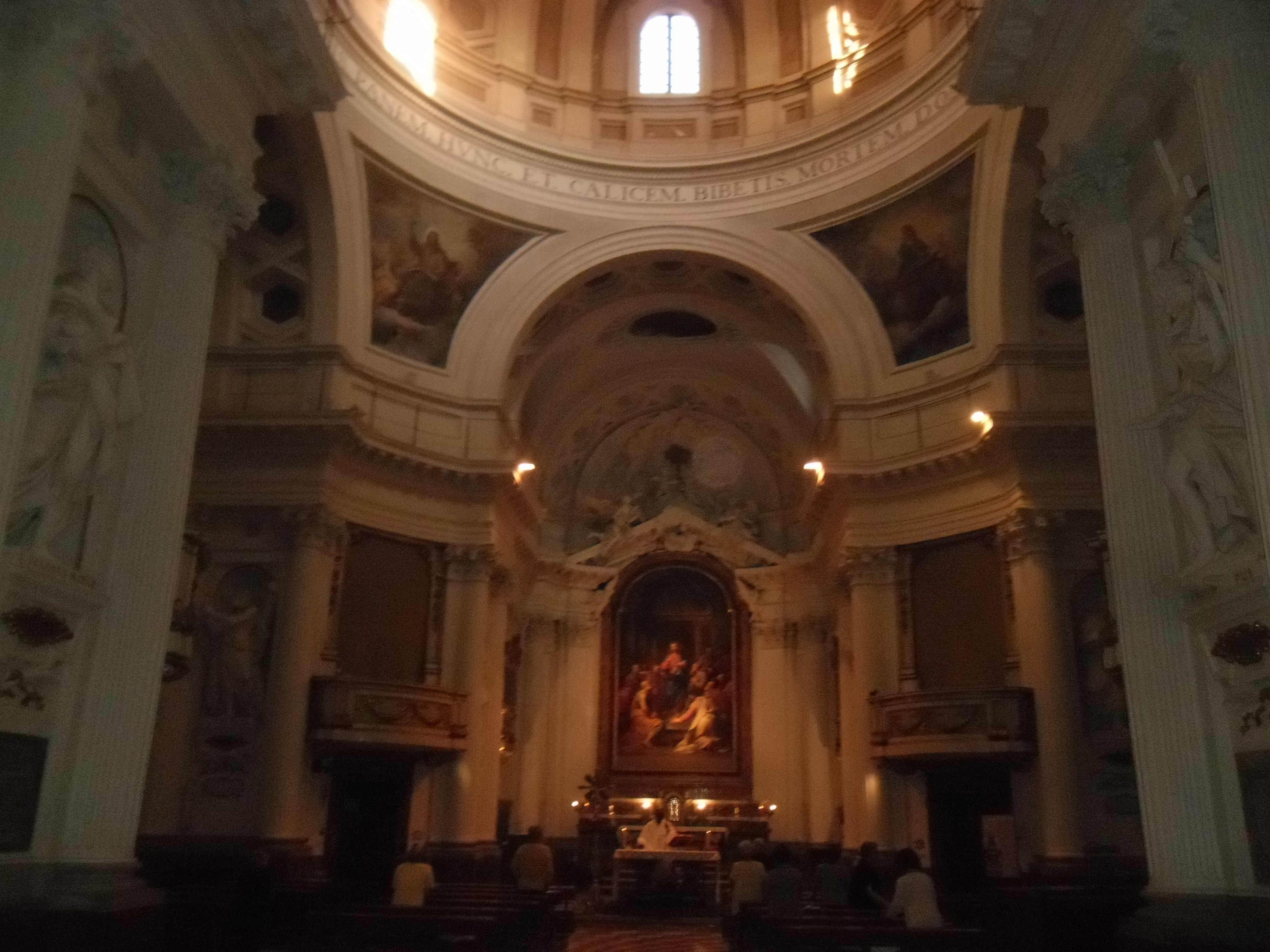
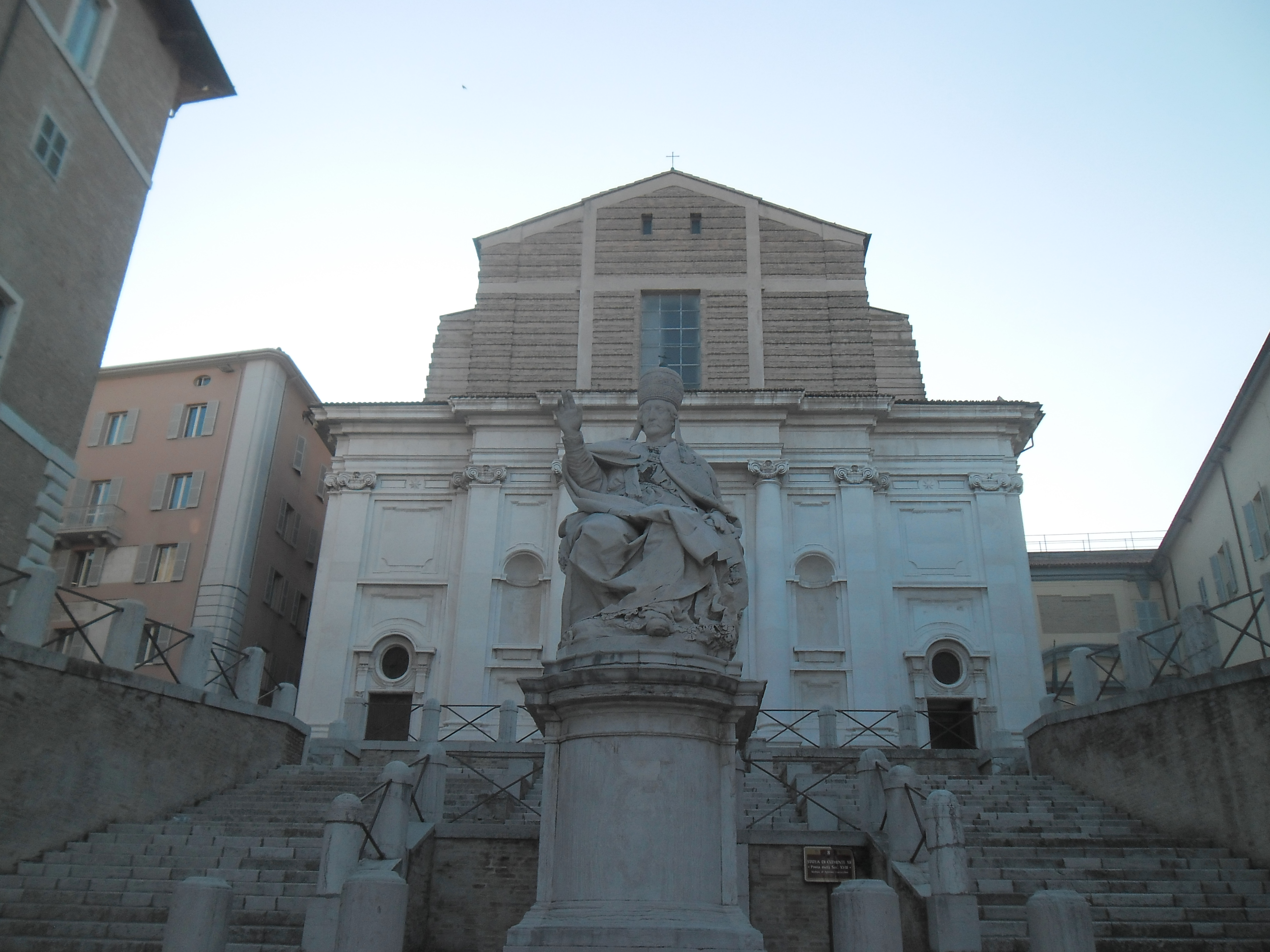
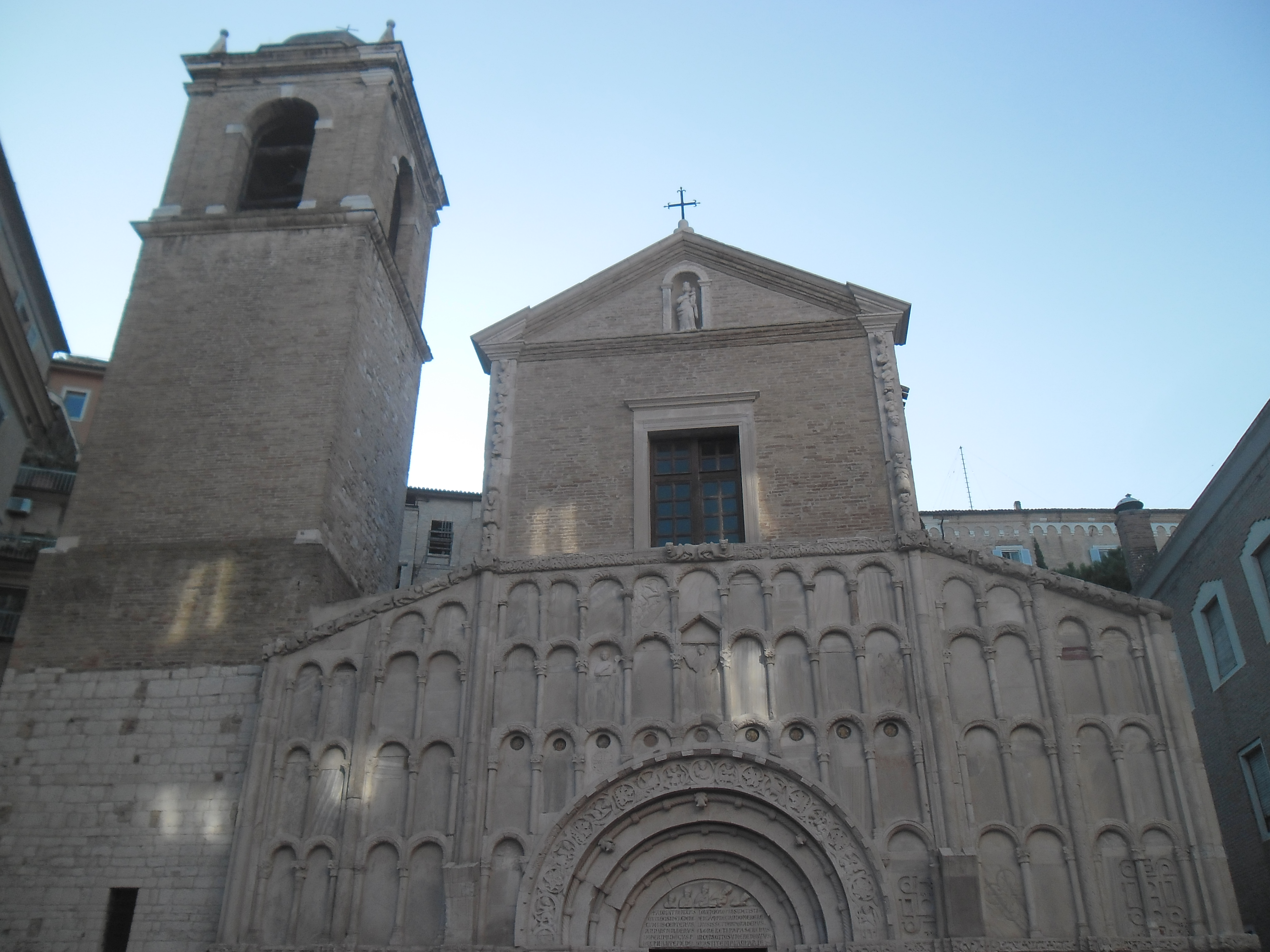
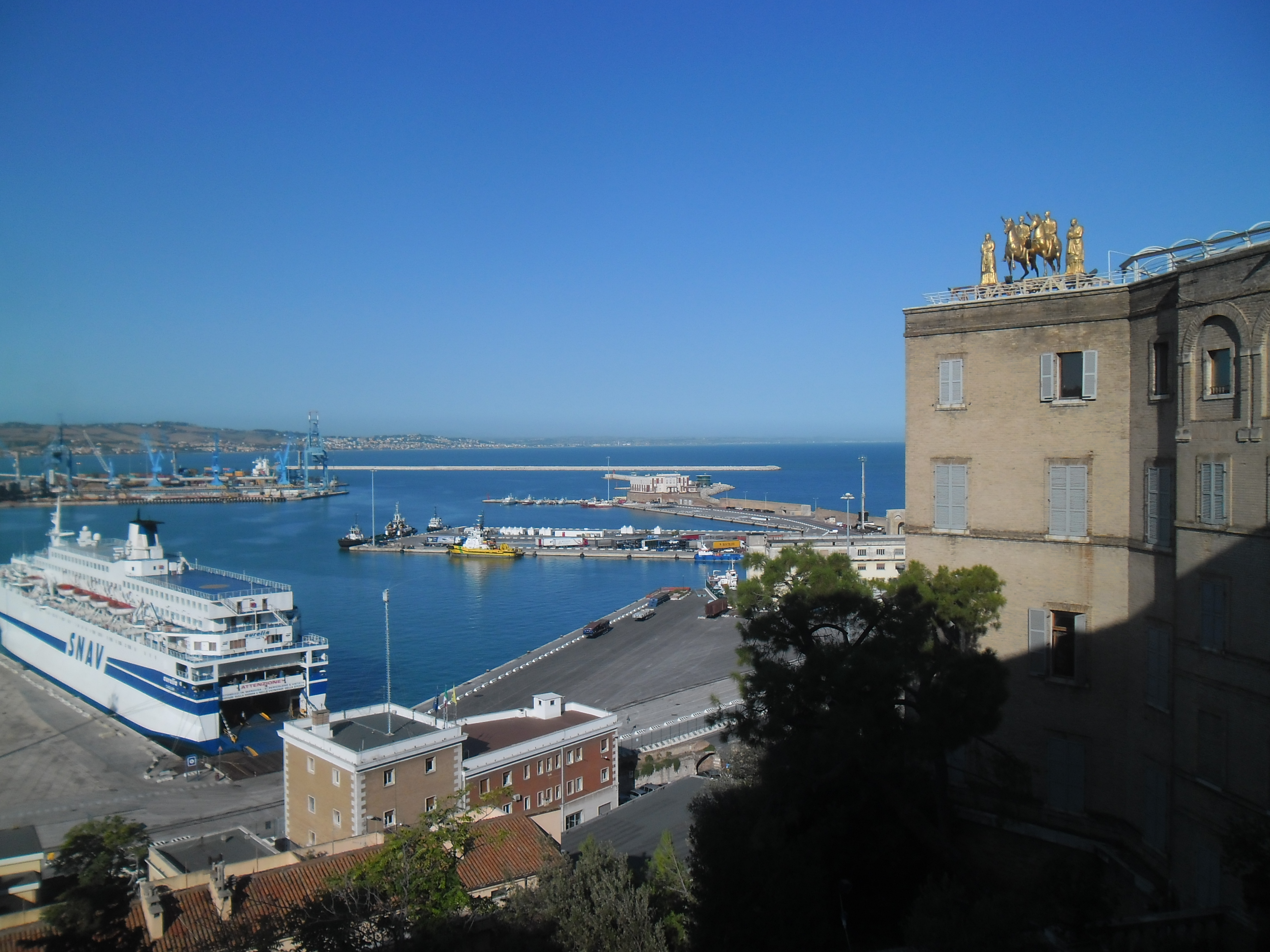
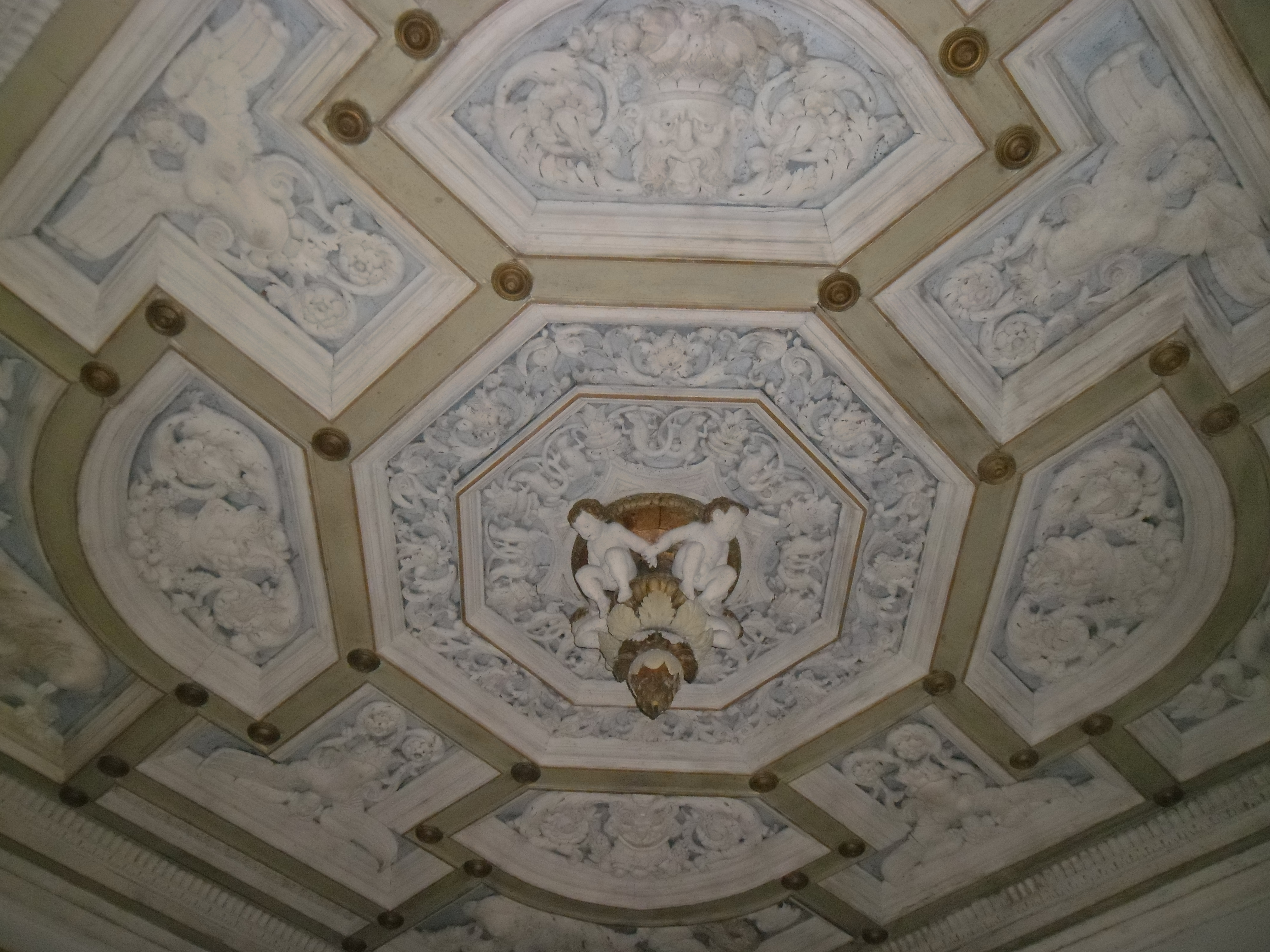
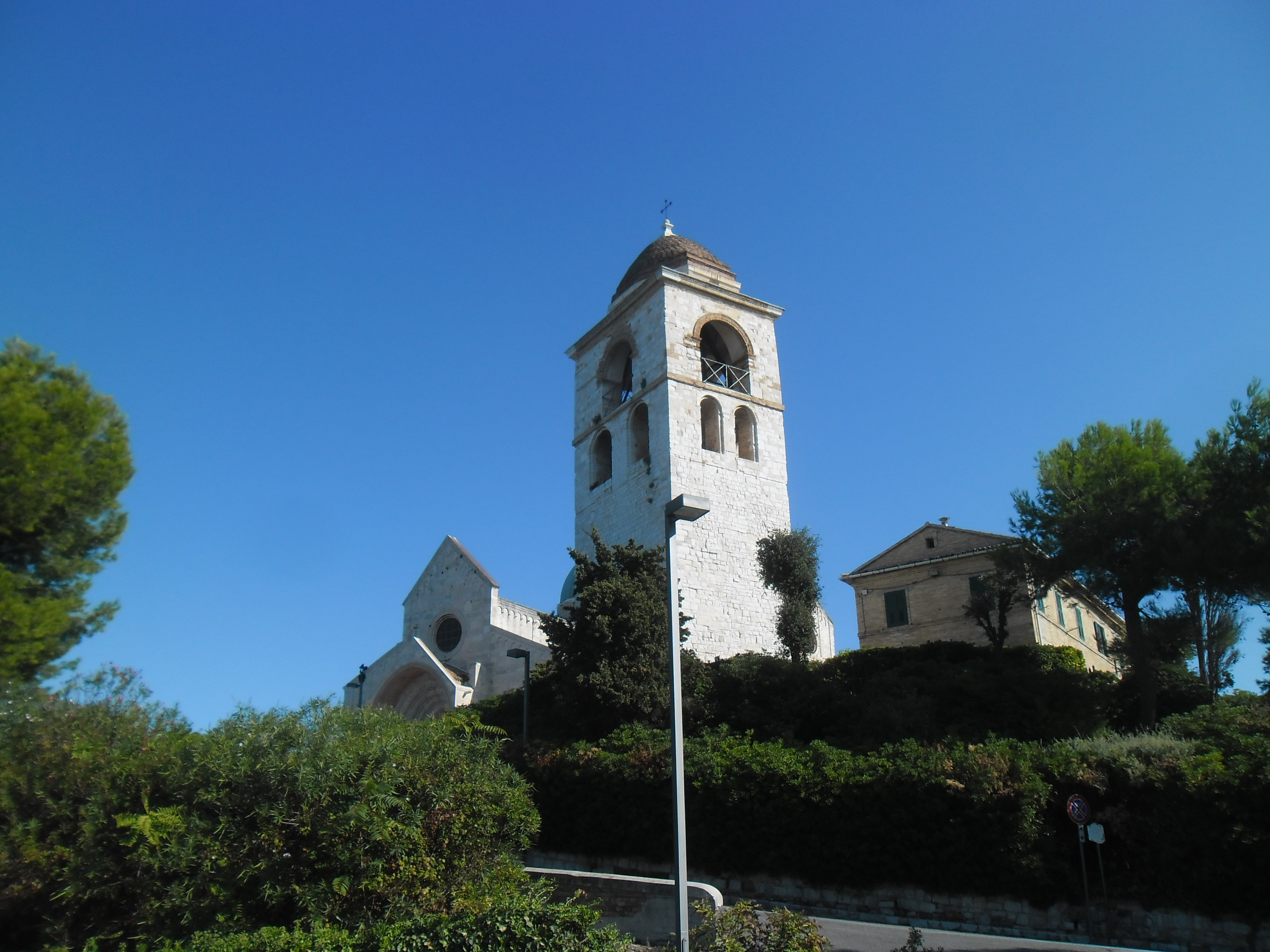
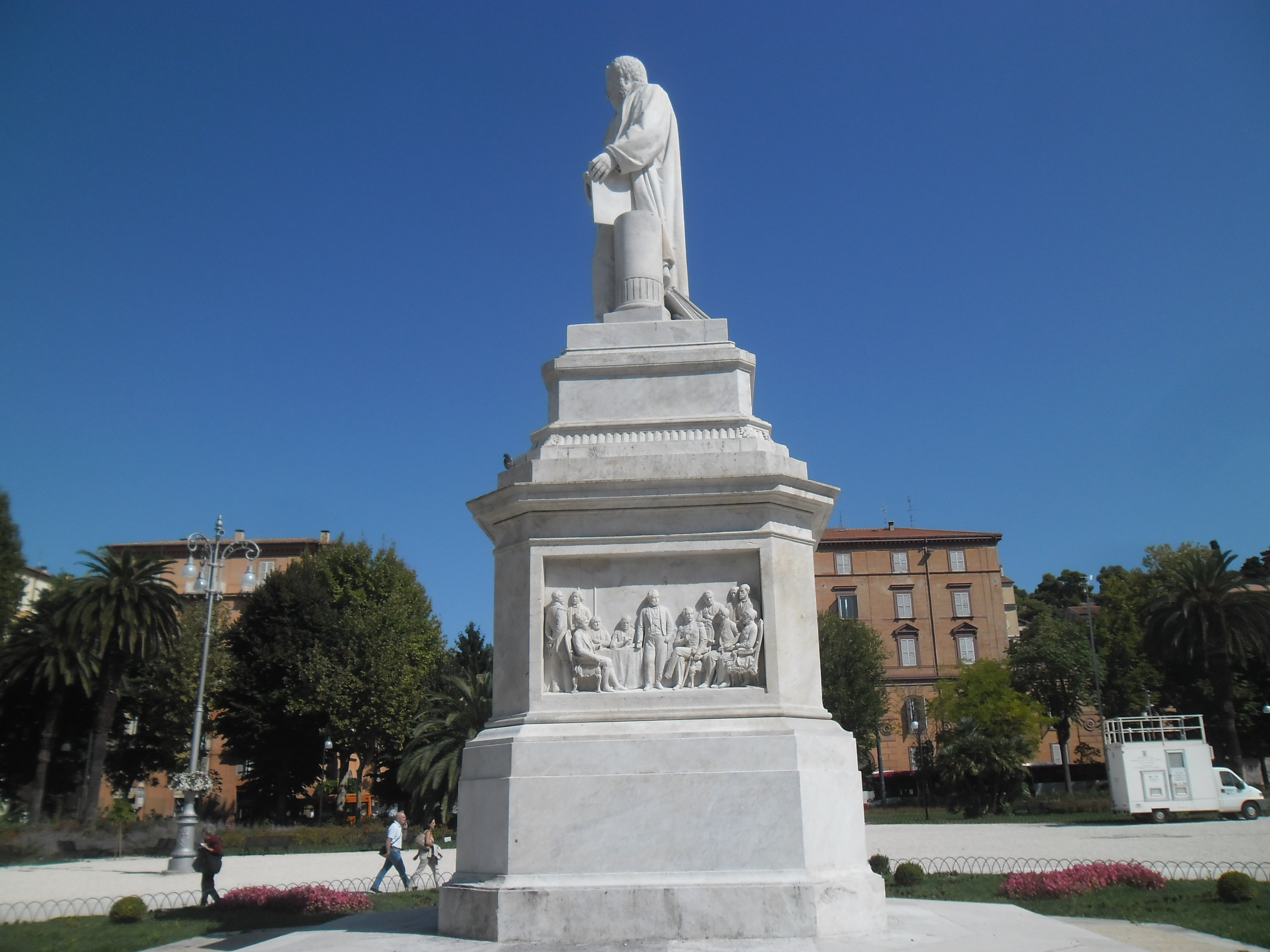
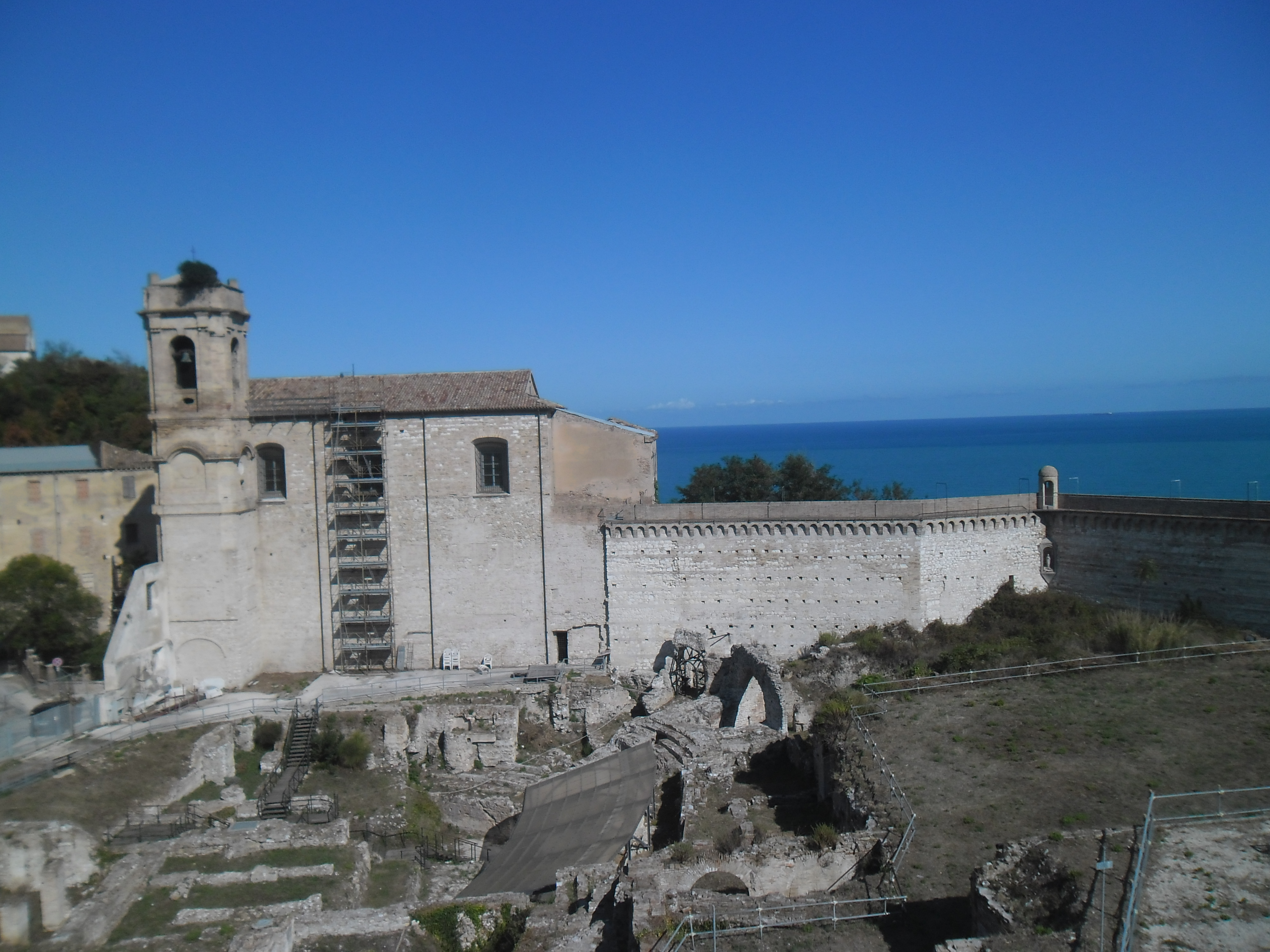
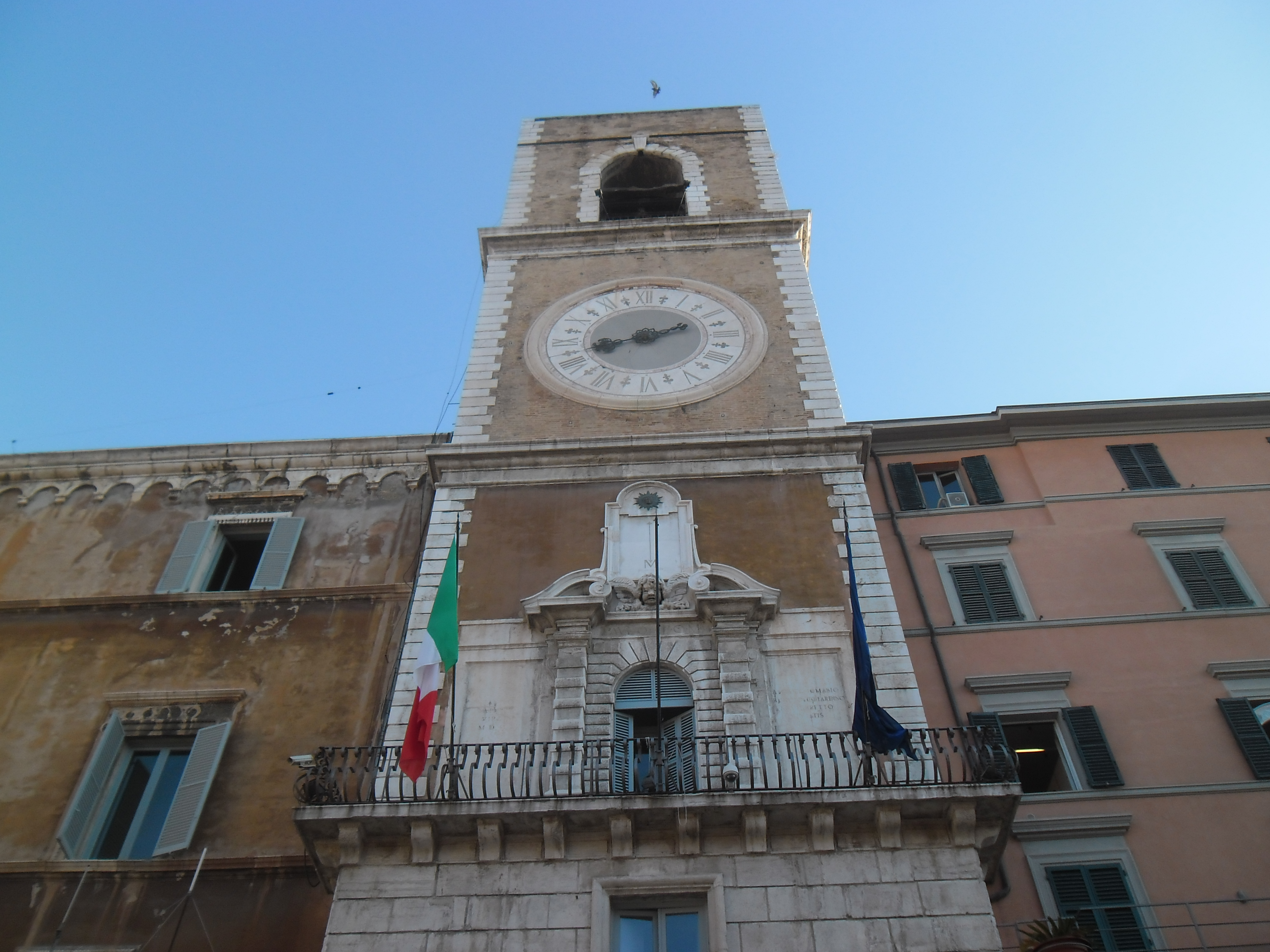
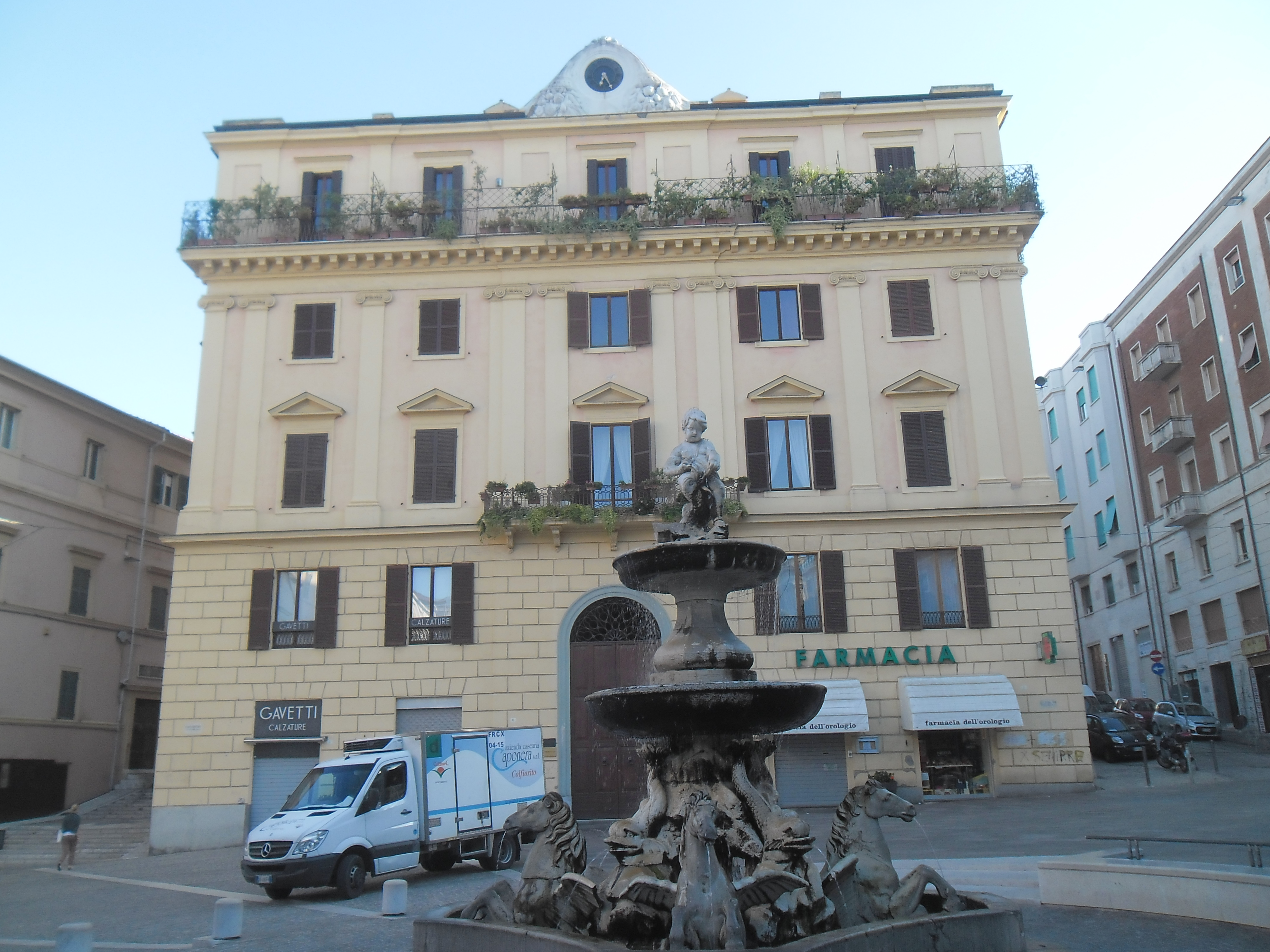
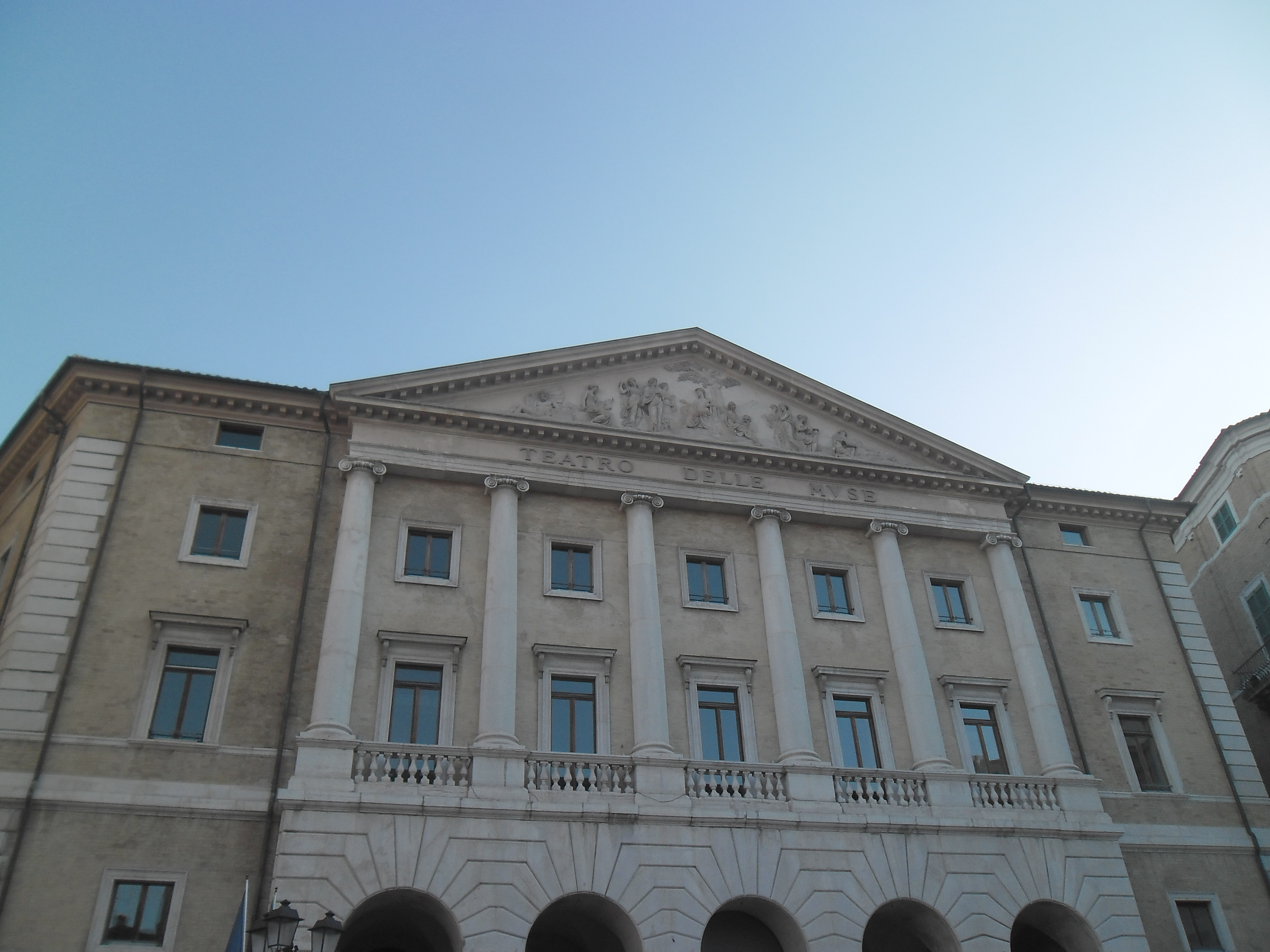
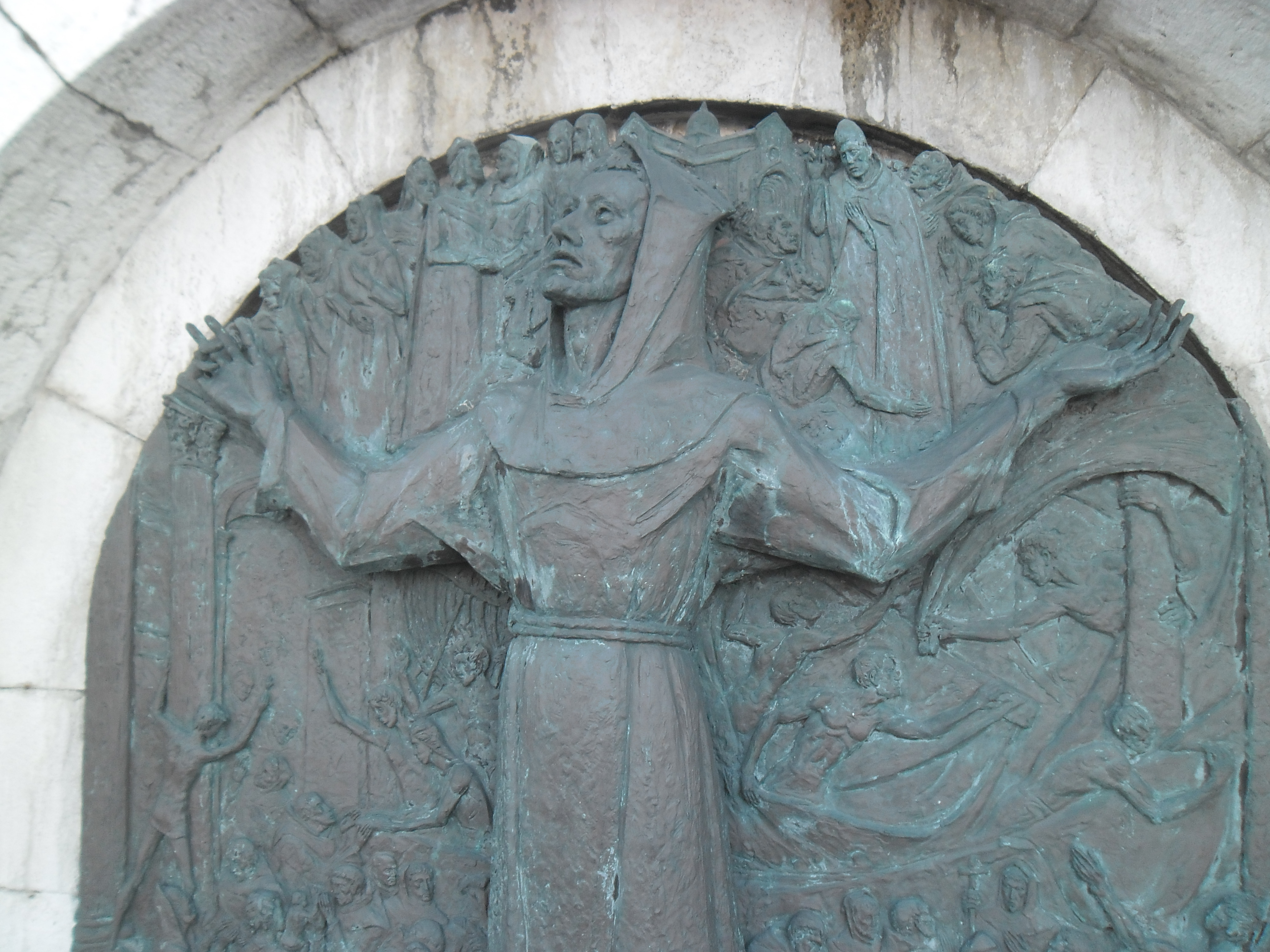
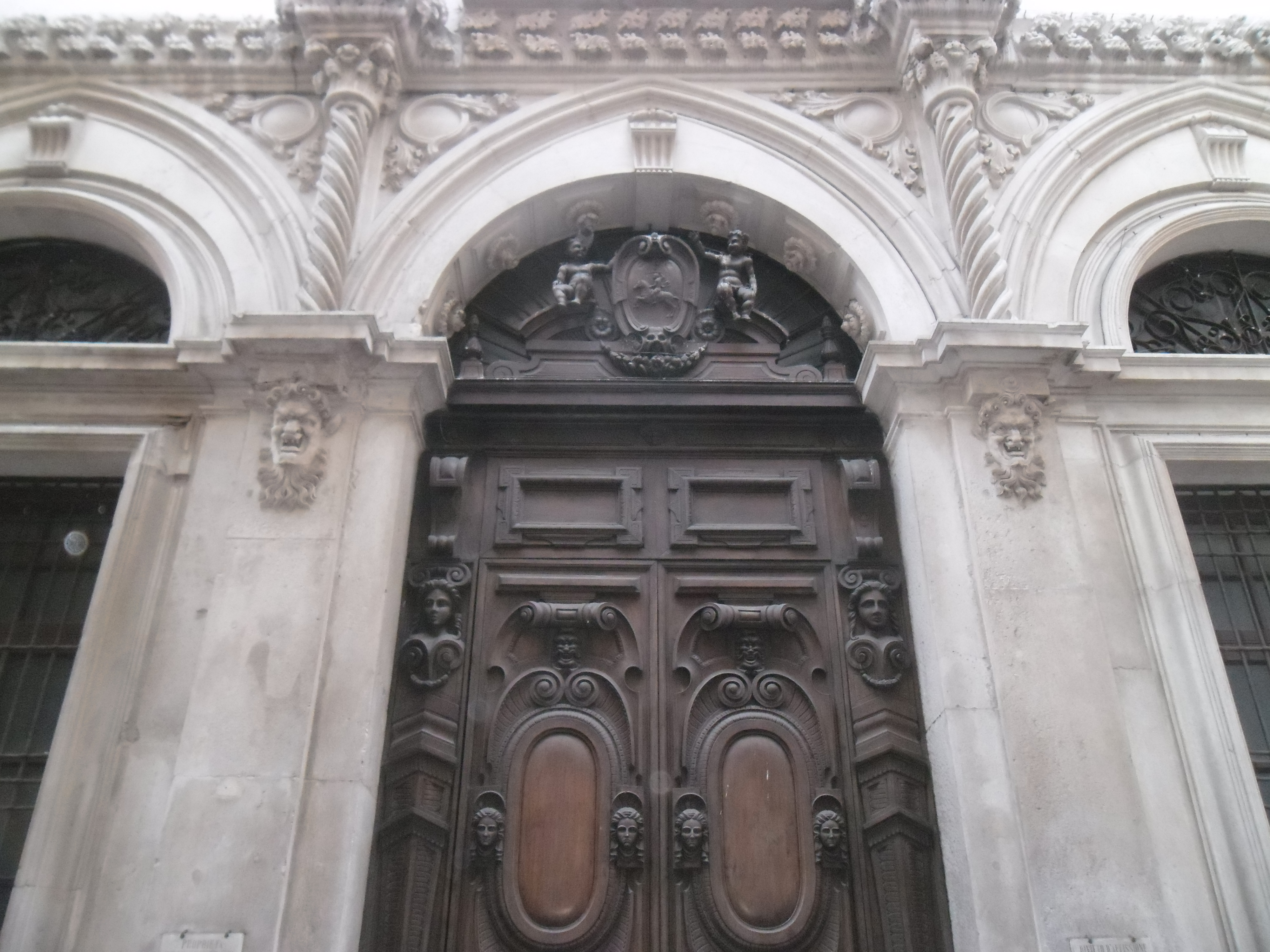
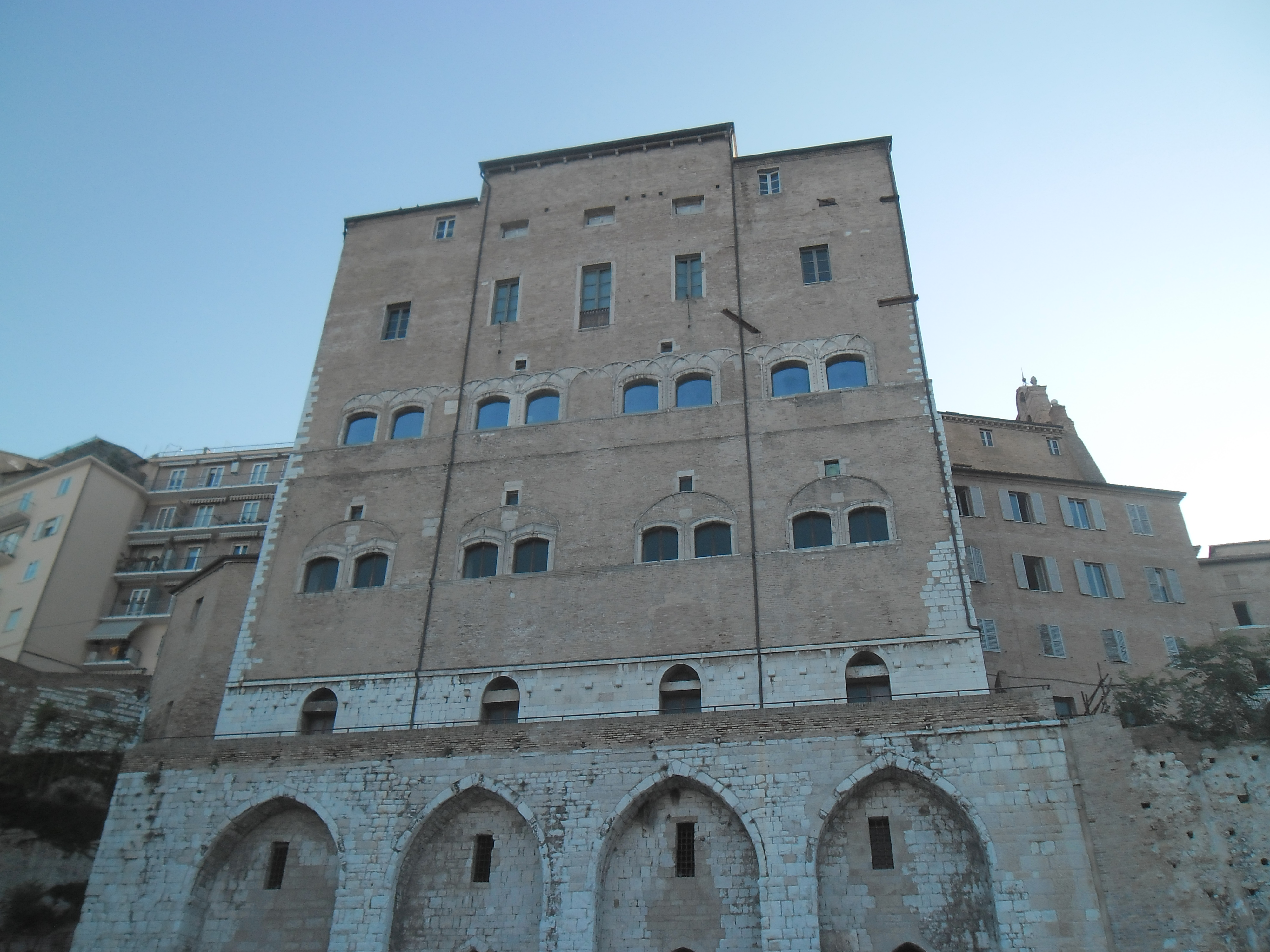
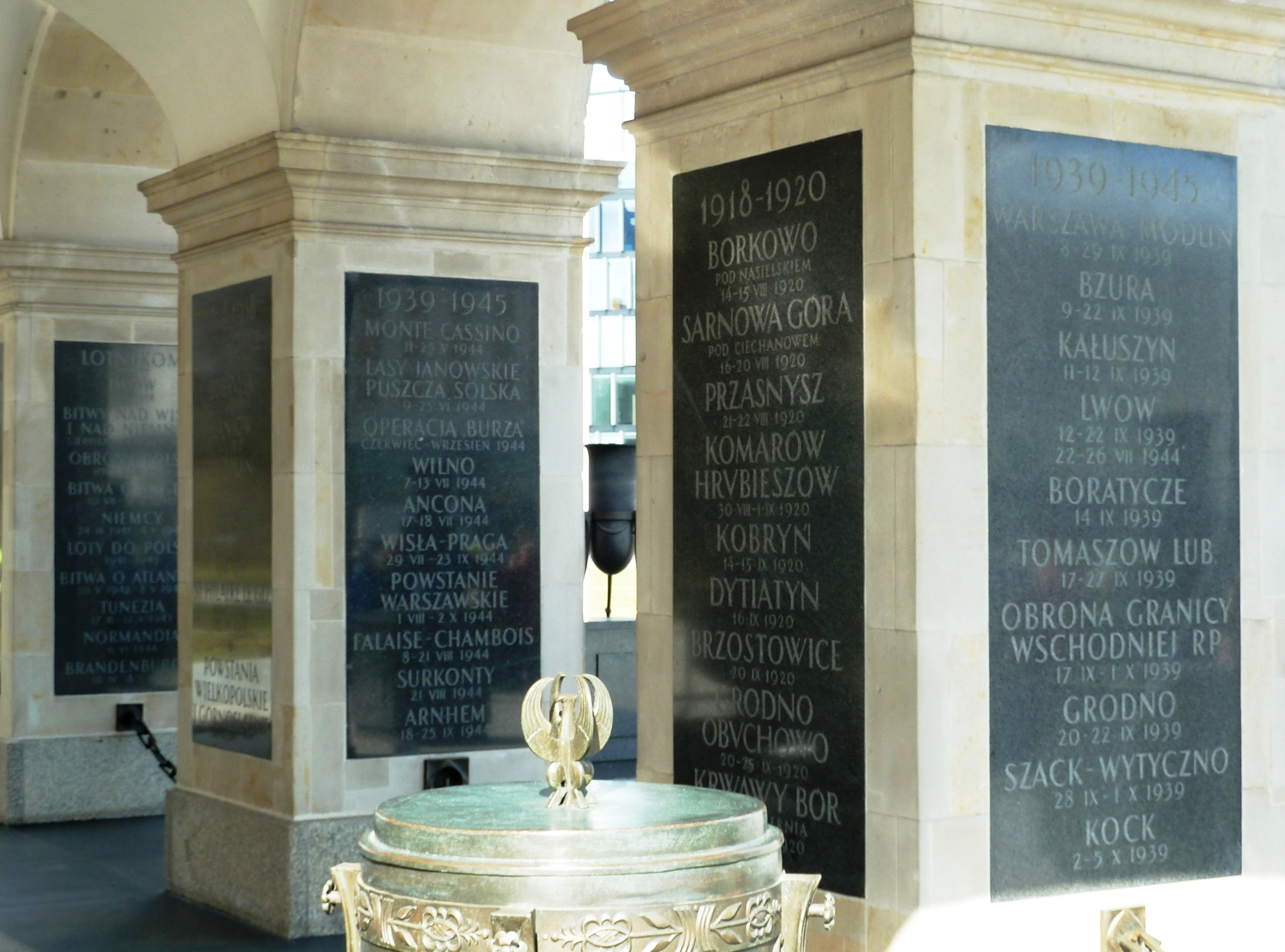
Nazwa bitwy pod Ankoną widnieje na Pomniku Nieznanego Żołnierza Warszawy